# Future of FC 서울
Future of FC 서울(FOS)은 FC 서울이 운영하는 유소년 축구교실이. 취미가 아닌 프로반도 운영중이며 프로반에서 뛰어난 실력을 보이면 FC 서울 U-12팀으로 스카우트가 되기 때문에 FC 서울 유스 시스템의 뿌리라고 볼 수 있다.
2013년부터 2018년까지는 축구 저변 확대와 팬층 확대를 주목적으로 대규모로 운영되었지만 2019년부터 4분의 1 규모로 축소되었다.

## 역사
과거 리틀 FC 서울이라는 이름으로 운영된 유소년 축구교실이 시초이며 2012년 10월 Future of FC 서울로 개명하였다. 2013년부터 유소년 인재 발굴과 연고지역 팬층 확대 그리고 축구교실로 인한 구단 수익 증대를 위한 대규모 프로젝트 사업으로 진행 중이다.
6세부터 중학교 2학년까지 남녀 누구나 가입이 가능하며 서울월드컵경기장 보조경기장, 난지천공원 인조잔디 축구장, 아차산 배수지 축구장, 보라매공원 인조잔디 축구장, 상암풋살구장 등에서 강습을 하고 있으며 K리그 U-12 유소년리그 캠프에 참가하고 있다.
2015년 1월 28일 중국 축구 꿈나무들을 대상으로 한 위탁 교육 운영 협약을 맺었다.
2018년 12월, 2019년부터 4분의 1 규모로 축소 운영 방침이 결정되었다고 보도되었다.

## FOS 프로젝트와 평가
FOS 프로젝트란 2013년부터 FC 서울이 본격적으로 추진하고 있는 프로젝트로 서울 연고의 진정한 클럽으로 발전하고 나아가 자립경영의 틀을 만들기 위해 향후 5년간 서울 전지역에 과감한 투자로 인프라를 구축하여 축구교실을 확대하여 5년 내로 최대 5만명 수준으로 회원수를 확대하는데 초점을 맞추고 있다. 이렇게 조성한 인재풀을 적극 활용하여 우수한 인재는 조기에 FC서울의 육성시스템으로 올려서 체계적인 육성을 시작하고 그렇지 않은 회원들은 FC 서울팬으로 흡수하여 관중 증대라는 두가지 목표를 달성하는 것이다.
2013년에 처음 FOS 프로젝트를 시작할 때 전용구장 5개에 1500명 규모였으며 2015년 현재 전용구장 14개에 임대구장 18개, 회원수는 5000명으로 3배 이상 확장되었다.
2019년부터 4분 1 규모로 축소되면서 FOS 프로젝트는 목표로 했던 육성과 팬층 확대에 큰 효과를 내지 못 하고 2013년부터 2018년까지 누적 적자 최소 60억 원을 기록하며 실패로 종료되었다.
FOS 프로젝트의 목표와 취지는 좋지만 효과를 볼려면 최소 20년 이상의 지속적인 투자가 필요한 거대 프로젝트로 FC 서울을 운영하는 GS 스포츠가 감당하기에는 너무나 벅찬 프로젝트였다는 평가가 존재한다.

## Future of FC 서울 출신 유명 선수
Future of FC 서울의 전신이라 볼 수 있는 안양 LG 유소년 축구교실 출신의 주세종 선수와 리틀 FC 서울 유소년 축구교실 출신의 안현범 선수가 있다.
FC 서울이 Future of FC 서울로 이름을 바꾸고 본격적으로 운영하기 시작한 것이 2013년도이기 때문에 Future of FC 서울에서 축구를 시작하여 FC 서울 U-12팀, FC 서울 U-15팀, FC 서울 U-18팀을 순차적으로 거쳐 FC 서울에 입단한 선수는 아직 배출하지 못 했다.

## 같이 보기
- FC 서울
- FC 서울 2군
- 오산고등학교 축구부
- 오산중학교 축구부
- FC 서울 U-12팀
- FC 서울 아카데미